# Nome in codice

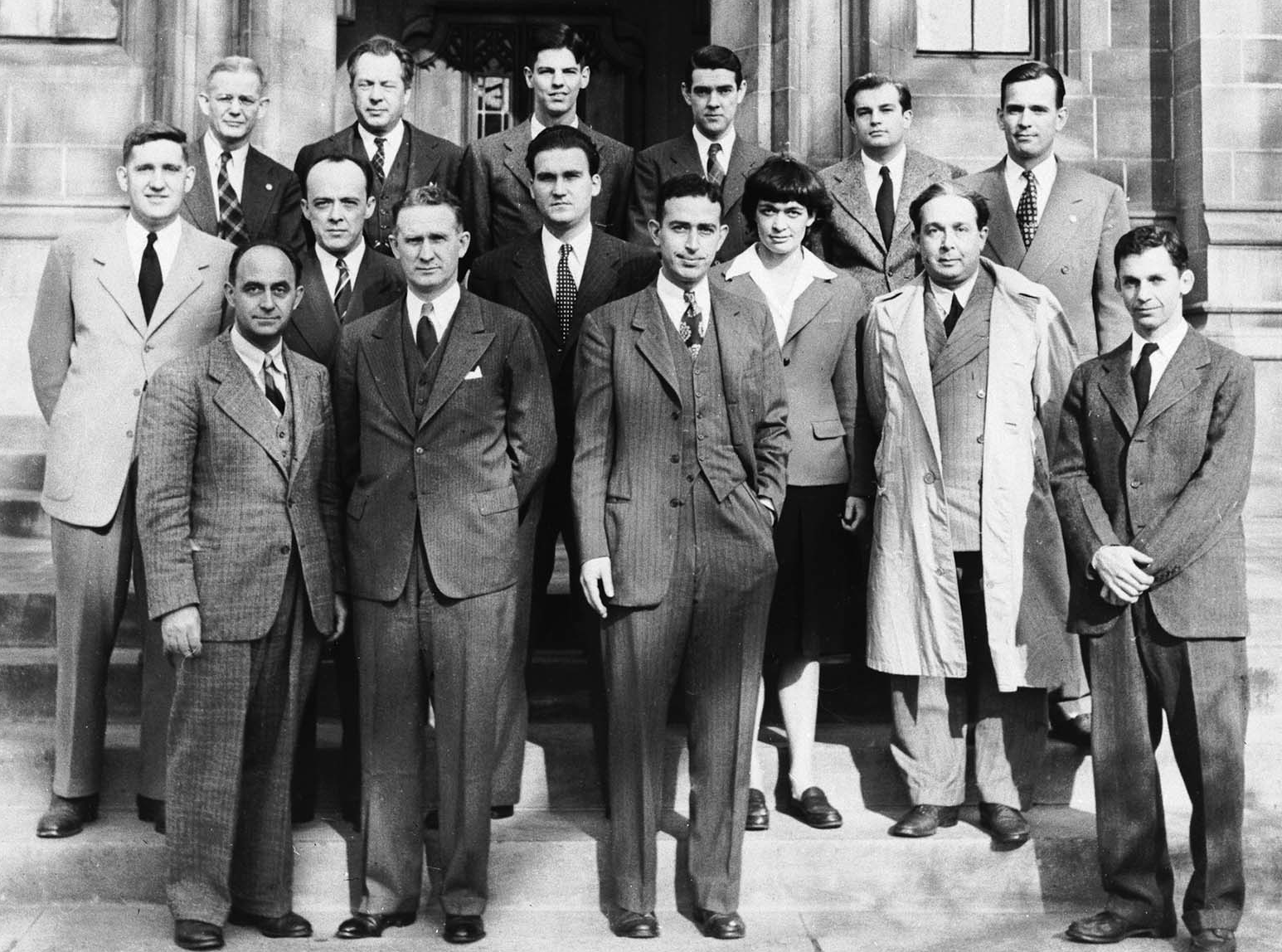
Alcuni ricercatori (Reactor team from University of Chicago, tra cui Enrico Fermi, in prima fila, primo a sinistra) del Progetto Manhattan, uno dei nomi in codice più celebri della storia contemporanea.

Il nome in codice o criptònimo è una parola o una locuzione usata clandestinamente per riferirsi ad altra parola o locuzione.
Sebbene essa sia usata frequentemente in ambito militare (operazione militare) e nell'intelligence, ricorre anche nel campo dell'economia, ad esempio nell'industria, per indicare strumenti di difesa di progetti segreti (e simili) dalla concorrenza commerciale e dallo spionaggio industriale.

## Uso militare

### Proliferazione dei criptonimi nella seconda guerra mondiale
Nella seconda guerra mondiale, nomi in codice comuni fra gli Alleati per riferirsi a nazioni, città, nomi geografici, unità militari, operazioni militari, incontri diplomatici, luoghi e nomi di persona erano concordati mediante adattamento di procedure di nomenclatura ante-guerra in uso nei governi interessati. Nel Regno Unito, l'autorità preposta era l'ISSB (The Inter-Services Security Board), i cui membri provenivano dal War Office, e lavorava su liste di parole generate casualmente dalla Government Code and Cypher School, che poi sarebbe divenuta l'odierno GCHQ. Questa procedura fu coordinata con gli Stati Uniti d'America alla loro entrata nel conflitto. Venivano distribuite agli utilizzatori liste casuali di nomi in codice in blocchi alfabetici di dieci parole e venivano scelte come richiesto. Le parole in codice divenivano riutilizzabili dopo sei mesi, e gli abbinamenti non impiegati si potevano riassegnare a discrezione e secondo necessità. La scelta arbitraria tra gli abbinamenti disponibili poteva determinare significati (involontariamente) intelligibili, ed in particolare attronimi o retronimi, anche se ovviamente la "miglior prassi" consigliava che non vi fosse alcuna intuitiva connessione tra i criptonimi e i relativi significati "in chiaro".
I nomi in codice che designavano le conferenze dell'ultimo conflitto mondiale avevano quasi sempre una denominazione sequenziale che alludeva a un numero ordinale; a titolo d'esempio, la terza conferenza (Washington - 1943) era, in codice, "Trident". All'uomo forte dell'Unione Sovietica, autosoprannominato "Stalin" (che significa "uomo d'acciaio") fu attribuito il criptonimo "Glyptic", che vuol dire "immagine intagliata dalla pietra".

### Nomi in codice tedeschi

Stemma dell'Inghilterra, cui alludeva la Unternehmen Seelöwe.

Ewen Montagu, un ufficiale della Naval Intelligence Division britannica, svela in Beyond Top Secret Ultra che durante la seconda guerra mondiale la Germania nazista usava normalmente criptonimi ad hoc quali soprannomi che spesso rivelavano apertamente o suggerivano generosamente il loro contenuto o funzione.
Eccone una lista.
- Golfplatz (tedesco: campo da golf) = Inghilterra - usato dall'Abwehr.
- Samland (la terra di Sam) = gli USA (allusione allo Zio Sam) - usato dall'Abwehr.
- Heimdallr (un dio il cui potere soprannaturale consisteva nel "vedere a cento miglia di distanza") = radar a lungo raggio.
- Wotan (il dio monocolo) — Fondandosi su nulla più che questo, ed il fatto che si trattasse di un sistema radar, Reginald Victor Jones,[11] uno scienziato inglese che lavorava per la Air Intelligence[12] dell'Air Ministry e per il SIS britannici, suppose che tale sistema adoperasse un raggio singolo, e da ciò ne ricostruì i principi di funzionamento. La sua acuta congettura era del tutto esatta. Fu rapidamente sviluppato un contro-sistema che rese inutile il Wotan.[13][14]
- Unternehmen Seelöwe (Operazione Leone Marino) = Piano per invadere la Gran Bretagna (lo stemma dell'Inghilterra reca la blasonatura: Di rosso ai tre leoni d'oro passanti guardanti in verticale artigliati e linguati d'azzurro).
- Operazione Barbarossa (Federico Barbarossa si spinse verso est alla testa di una crociata) — Piano per espandersi a est invadendo l'Unione Sovietica.

A parziale smentita di queste osservazioni, l'Unternehmen Wacht am Rhein (Guardia sul Reno) fu denominata in modo volutamente ingannevole — una "guardia" difensiva celava un'operazione di blitzkrieg su vasta scala, analogamente all'Unternehmen Weserübung (Esercitazione sul Weser), che occultava i piani per invadere Norvegia e Danimarca nell'aprile 1940.
Traendo profitto dalla prassi tedesca, e dalla relativa semplicità di decifrare alcuni elementi del suo contenuto, nel dopoguerra il Ministry of Supply
inglese adottò il sistema dei Codici arcobaleno che combinava a caso un colore ed un nome (da una lista) per creare il nome dei progetti. Sebbene piuttosto mnemonici, i nomi non avevano evidente nesso con i relativi contenuti.

### Nomi in codice degli Alleati

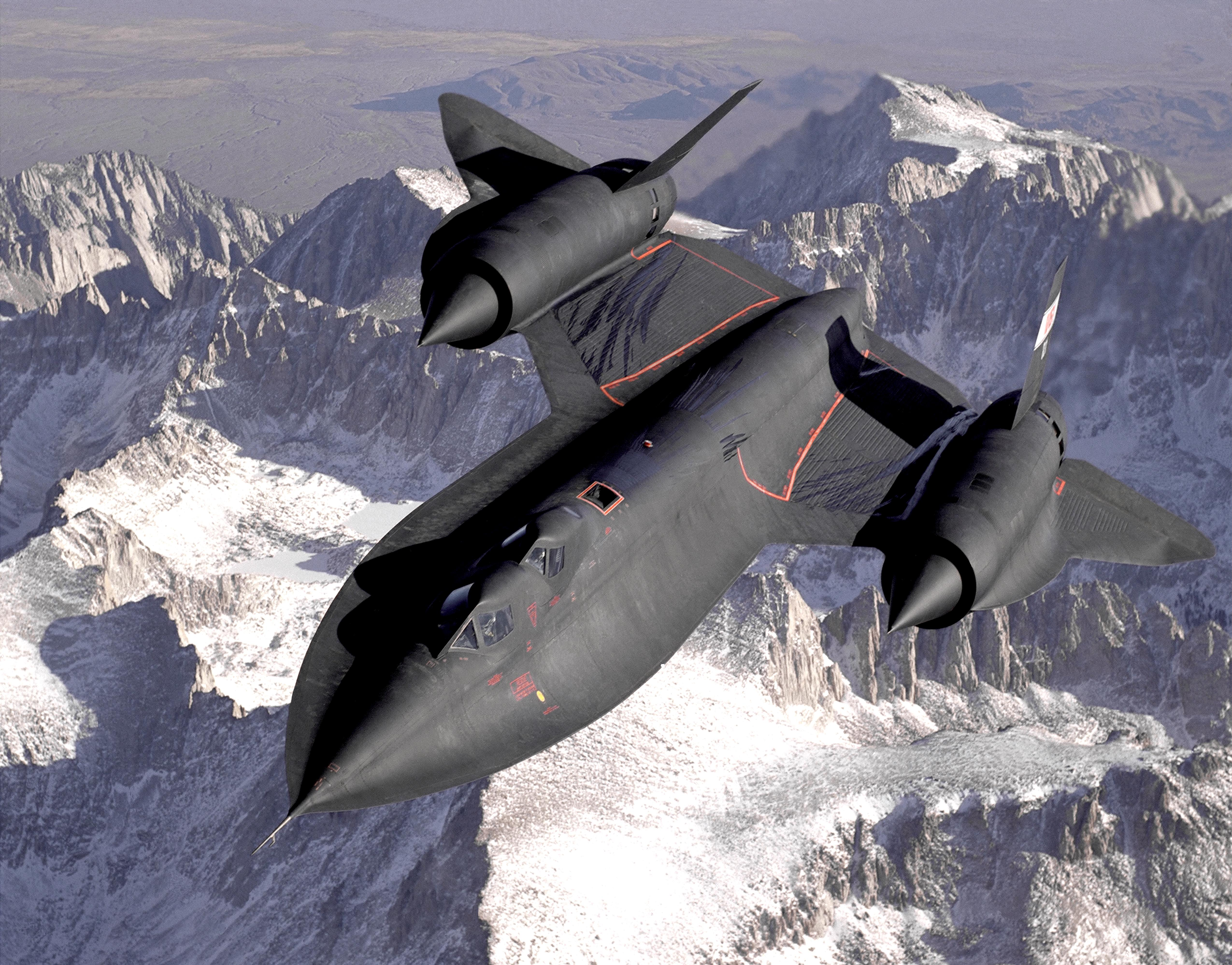
Un ricognitore a lungo raggio SR-71B Blackbird in configurazione da addestramento, sulle montagne della Sierra Nevada (California) nel 1994. Il nome in codice del suo progetto era Carretto.

Inghilterra ed USA svilupparono la politica di sicurezza di attribuire crittonimi molto meno "permeabili" dai non iniziati. Per esempio, le contromisure britanniche tese a contrastare le V2 andarono sotto il nome di Operazione Crossbow. Il progetto per la bomba atomica con base nel Nuovo Messico era chiamato Progetto Manhattan, denominazione ispirata al Manhattan Engineer District (MED) che gestiva l'intero programma. Il nome in codice per il progetto americano che avrebbe sviluppato l'aereo-spia SR-71B Blackbird (il più veloce aereo del mondo, insuperato per quota di tangenza) era Oxcart, ovvero "carretto trainato da buoi". Il gruppo USA che progettò il relativo primo ICBM aveva il criptonimo Teapot Committee ("commissione teiera").
Ancorché la parola evochi una notoria minaccia per la navigazione (nel caso particolare, quella del Giappone), il nome in codice USA per l'attacco all'umida isola di Okinawa, durante la seconda guerra mondiale, era Operazione Iceberg. Il criptonimo russo per dislocare i missili a Cuba era ispirato alla sede della base di bombardieri sovietici più vicina agli Stati Uniti (in pratica, prospiciente all'Alaska): Operazione Anadyr. Nella prassi anglo-americana si evita generalmente il ricorso ai colori nei codici, per evitare malintesi con i rapporti meteorologici.

### Crittonimi della ricognizione aerea
Benché gli aerei italiani e tedeschi non avessero un nome in codice ufficialmente attribuito dai loro nemici ("Alleati"), il capitano Frank T. McCoy, ufficiale intelligence USAF, inventò un sistema d'identificazione (criptato) per quelli giapponesi. Usando inizialmente nomignoli hillbilly maschili — come "Pete", "Jake" e "Rufe" — il sistema fu poi esteso a nomi di ragazze, alberi ed uccelli, divenendo di vasto utilizzo da parte degli Alleati in tutto il fronte del Pacifico.
Pete, Jake & Rufe

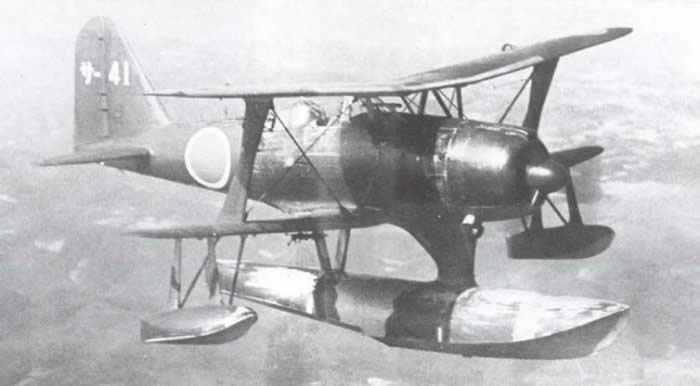
"Pete" (Mitsubishi F1M)
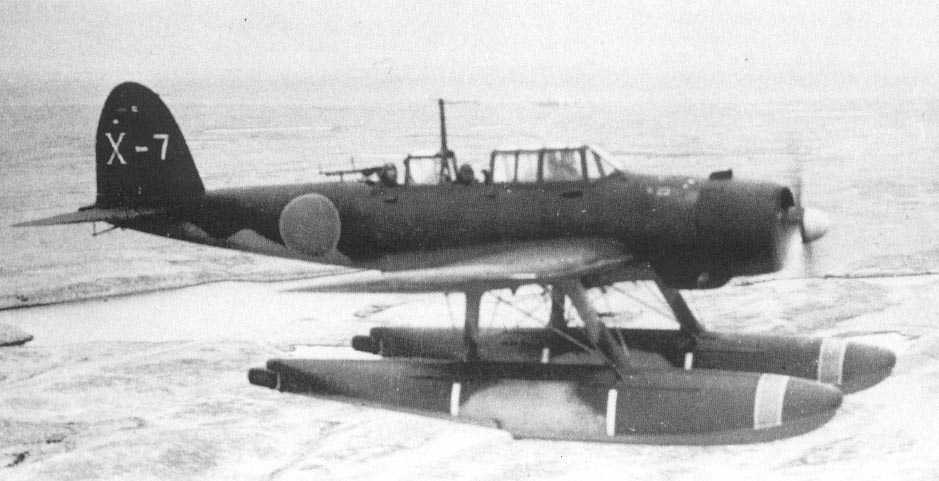
"Jake" (Aichi E13A)

(Aerei nipponici della seconda guerra mondiale e relativi nomi in codice)
Questo tipo di nomenclatura differisce dai paradigmi del nome in codice, poiché non aveva bisogno di essere tenuto segreto, avendo più che altro la finalità di attribuire un nominativo convenzionale (e di fatto univoco) ad aeromobili la cui denominazione ufficiale era sconosciuta o incerta.

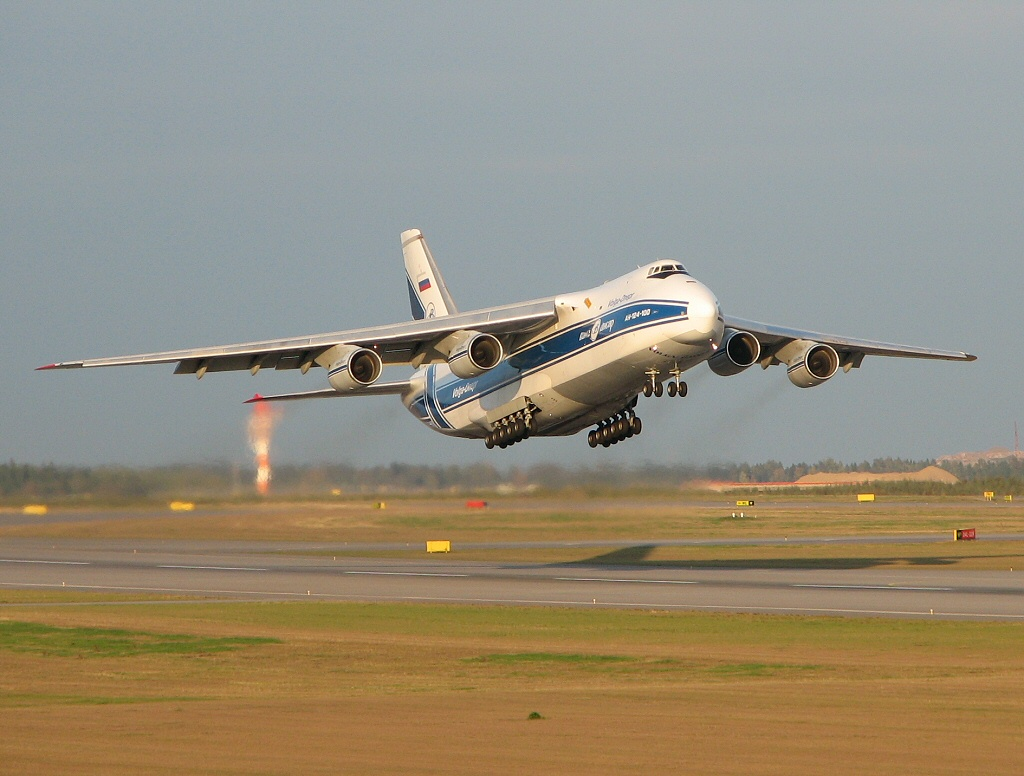
Un Condor, al secolo AN-124, decolla da Helsinki (2005).

Questa linea di condotta tassonomica fu mantenuta negli anni della guerra fredda in relazione agli aerei sovietici, del Patto di Varsavia in genere, e della Repubblica Popolare Cinese. Ancorché iniziata in seno all'Air Standardization Coordinating Committee (ASCC) — formato da USA, Regno Unito, Canada, Australia e Nuova Zelanda — la prassi si estese all'intera NATO come standard denominativo dell'alleanza per aerei, razzi e missili. Nell'apprezzamento sovietico, questi nomi erano valutati come soprannomi sportivamente attribuiti dal rivale sul campo (al pari dei marines USA — chiamati sul fronte francese Teufel Hunden, "cani del diavolo", dai tedeschi — cosa che i soldati americani consideravano una sorta di "fiore all'occhiello"). Nondimeno, pare che i russi non gradissero l'appellativo Frogfoot assegnato al loro Sukhoi Su-25. Resta il fatto che certe scelte erano indiscutibilmente indovinate, come il nickname Condor abbinato all'Antonov An-124 Ruslan.

#### Algoritmo "battesimale"
Supponiamo che la ricognizione aerea o quella spaziale avesse notato un nuovo modello di aereo in una base del Patto di Varsavia.
Le unità di intelligence avrebbe assegnato al "nuovo arrivato" un nome in codice, formato dall'abbreviazione ufficiale della base, poi una lettera, ad esempio: "Ram-A", che avrebbe significato "aeromobile avvistato nella base presso aeroporto di Ramenskoe". Ai missili venivano date denominazioni del tipo "TT-5", ad intendere il "quinto tipo di missili avvistato a Tyura-Tam". Se si riusciva a saperne qualcosa di più (per esempio, la destinazione d'impiego del missile), ne sarebbero scaturite sigle quali "SS-6", designante "il sesto tipo di missile terra-terra di cui si abbia notizia". Da ultimo, se si riusciva a riprendere "con una fotocamera a mano" (ossia, non da un aereo ricognitore) un aereo o un missile, si usavano nomi come Flanker o Scud — sempre un vocabolo inglese, poiché ai piloti internazionali in tutto il mondo è richiesta la conoscenza di tale lingua.
Gli aerei a reazione ricevevano un nome di due sillabe, come Foxbat; i velivoli ad elica prendevano nomi corti, quali Bull. Gli aerei da caccia (Fighters, in inglese) avevano nomi inizianti per "F", i bombardieri con "B", i cargo con "C". Addestratori e ricognitori erano annoverati in un gruppo "misto", e prendevano l'iniziale "M". Analogamente si faceva con i missili: quelli aria-terra cominciavano per "K", i terra-terra (dal missile balistico intercontinentale al razzo controcarro) la già ricordata "S", gli aria-aria avevano la "A", i terra-aria la "G".

### Churchill a proposito dei crittonimi militari
In una nota dell'otto agosto 1943 al generale Hastings Lionel Ismay (Segretario militare del Defence Committee presso il governo inglese), Winston Churchill scrisse:

«Le operazioni in cui migliaia di uomini rischiano la vita non dovrebbero essere decise da nomi in codice implicanti un sentimento di esagerata e presuntuosa fiducia nel successo, come Triumphant, o al contrario, che sono calcolate per affliggere il piano con un'aria di demoralizzazione, come Woebetide e Flimsy. Neppure dovrebbe trattarsi di nomi di carattere ridicolo, come Bunnyhug e Ballyhoo. Non dovrebbero essere parole comuni usate spesso in altri sensi, come Flood, Sudden, e Supreme. Andrebbero evitati i nomi di persone viventi (ministri o comandanti). Usando l'intelligenza troveremo sempre un numero illimitato di nomi che suonano bene, ed al contempo non svelano la natura dell'operazione, non la screditano in alcun modo e non mettono qualche vedova o madre in condizione di dire che il proprio congiunto è stato ucciso in un'operazione chiamata Bunnyhug o Ballyhoo. In questo campo vanno bene i nomi propri. Si dovrebbero usare gli eroi dell'antichità, figure della mitologia greca o romana, costellazioni e stelle, cavalli da corsa celebri, nomi di eroi di guerra inglesi ed americani, a patto che siano compatibili con le altre regole di cui sopra.»

### Operazioni militari dai tempi di Churchill
Durante la seconda guerra mondiale, la prassi di assegnazione di nomi britannica favoriva criptonimi di una sola parola (Giubileo, Frankton). Quella americana preferiva più lunghi nomi composti, anche se il nome Overlord fu coniato da Churchill in persona. Potrebbero essere citati molti esempi di ambedue i tipi, ed altrettante eccezioni.

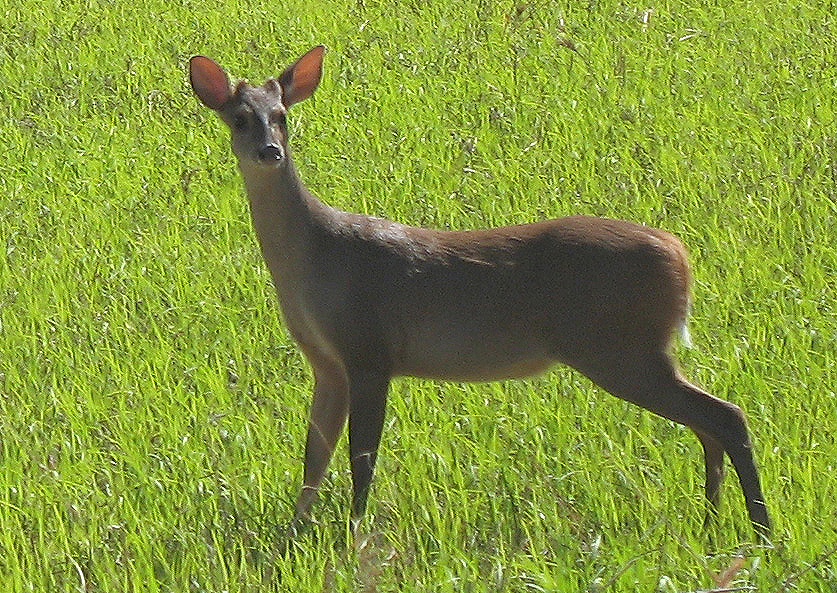
Mazama americana

Attualmente, le forze inglesi tendono ad usare nomi di una sola parola, presumibilmente in continuità con la politica post-bellica di riservare i monoverbi alle operazioni e le espressioni con due parole per le esercitazioni. Gli americani preferiscono nomi composti di due parole. Canadesi e australiani usano entrambi. I militari francesi al momento preferiscono nomi tratti dalla natura (come colori o nomi d'animali), per esempio Operazione Daguet (dal nome francese del mazama), o Operazione Balistidae, dall'omonimo pesce. La CIA usa prefissi alfabetici per designare la parte dell'agenzia che appoggiano un'operazione.
In molti casi, per gli americani, la prima parola del nome in codice ha a che fare con l'intento del programma; i programmi che iniziano con HAVE, come HAVE BLUE per lo sviluppo di caccia stealth, sono programmi di sviluppo, non intesi a sfociare nella produzione effettiva di un modello di aereo, mentre i programmi che iniziano con Senior, come Senior Trend per l'F-117, riguardano collaudi di aerei di cui sia programmata la produzione.
In America, si usa scrivere i criptonimi con tutte maiuscole. Non altrettanto avviene in altri paesi — sebbene in Inghilterra il nome in codice sia parimenti in maiuscole, ma il termine "Operazione (Operation) è abbreviato in OP, ad esempio "OP. TELIC".
Ciò rappresenta anche un'opportunità per fare un po' di "marketing" politico (Operation Just Cause è il nome ufficiale dell'invasione statunitense di Panama del 1989), ma presta pure il fianco alle polemiche (Operation Infinite Justice, ribattezzata Operation Enduring Freedom). Al giorno d'oggi è frequente il ricorso all'informatica per la scelta di questi nomi. E inoltre, c'è differenza tra i nomi segreti delle guerre di un tempo ed i nomi pubblicati dei conflitti più recenti. Operation Desert Shield fu ciò che venne pomposamente divulgato alla stampa della guerra pianificata in Arabia Saudita prima che fosse realmente dichiarata. In tal periodo, Desert Storm era segreta. Quando scoppiò davvero la guerra, il nome Operation Desert Storm — ma non certo i dettagli tattici — fu a sua volta reso noto ai mass media.
Non sempre (come abbiamo già capito) la segretezza è il principale o l'unico motivo che spinge i militari all'uso dei crittonimi. Essi infatti, rispetto ai nomi "veri", consentono una sensibile riduzione del fenomeno degli errori cumulativi durante le radio-comunicazioni.

### Crittonimi famosi (militari/spionaggio)
- Operazione Anthropoid - assassinio del gerarca nazista Reinhard Heydrich a Praga
- Operazione Barbarossa - invasione tedesca dell'URSS
- Operazione Overlord - sbarco alleato in Normandia
- Progetto Manhattan - progetto iniziale per la bomba atomica statunitense
- Progetto MKULTRA - piano CIA finalizzato al cosiddetto controllo mentale
- Tube Alloys - programma nucleare britannico
- Unternehmen Seelöwe - piano nazista (rimasto totalmente inattuato) per l'invasione della Gran Bretagna

## Uso industriale

### Nomi in codice commerciali nell'industria informatica
Un nome di progetto in codice  è un criptonimo (di solito una sola parola, una frase breve o un acronimo) attribuito ad un progetto che dev'essere sviluppato dall'industria, dal mondo della ricerca scientifica, dal governo ed altri "attori".

#### Ragioni per un nome di progetto in codice
I crittonimi di progetto sono tipicamente usati per parecchie ragioni:
- Per identificare univocamente il progetto all'interno dell'organizzazione pertinente. I nomi in codice sono scelti spesso in modo tale da essere estranei al normale gergo aziendale specifico, in modo da scongiurare conflitti con la terminologia consolidata nella prassi.
- Per contribuire a mantenere la segretezza del progetto nei confronti dei concorrenti. Alcune imprese cambiano per procedura il nome di un (medesimo) progetto nell'intento di confondere i competitori.
- Quando la meta del progetto è sviluppare uno o più prodotti, l'uso di un nome in codice permette l'eventuale scelta di mantenere la denominazione del prodotto (il nome sotto cui avviene la commercializzazione del/dei progetto/i) separata dall'impegno dello sviluppo. Questo è importante soprattutto quando un progetto genera una molteplicità di prodotti, o sono necessari più progetti per un singolo prodotto. Ne discende la possibilità di associare ai sottoprogetti un'identità indipendente dal progetto principale.
- Come strumento politico di gestione, per disgiungere un'iniziale fase in cui si tenta uno sviluppo (che potrebbe essersi conclusa in modo infausto) da una fase successiva (che potrebbe essere qualificata come una ripresa "di sana pianta").
- Per impedire che osservatori profani concludano che una versione-prototipo sia un nuovo release del prodotto stesso; sotto tal profilo si può dire che il criptonimo serva a limitare la confusione.

Ogni organizzazione ha le proprie linee-guida sull'uso e pubblicazione di crittonimi di progetto. Alcune società si dànno gran pensiero di mai discutere o svelare i nomi di progetto in codice al di fuori dell'ambito aziendale (con eccezione di quei soggetti esterni che è necessario rendere edotti in proposito, tipicamente vincolati da un accordo di non divulgazione). Altre imprese non li usano mai in comunicazioni formali o ufficiali, ma diffondono ampiamente i criptonimi di progetto attraverso canali informali (spesso nell'intento di creare una diceria di marketing per il progetto).

Altri ancora (come Microsoft) discutono pubblicamente i loro crittonimi, e di regola usano nomi di progetto in codice su beta releases ed affini, ma li tolgono dai loro prodotti definitivi. Al lato opposto dello spettro, Apple ha recentemente inserito nomi in codice di macOS come parti del nome ufficiale del prodotto.

#### Celebri criptonimi progettuali informatici

##### Microsoft
La Microsoft spesso trae i suoi nomi in codice per progetti da toponimi (specie per le versioni di Microsoft Windows).

Alcuni esempi: Chicago (Windows 95), Daytona (Windows NT 3.5), Memphis (Windows 98), Whistler (Windows XP), Longhorn (Windows Vista), e Cairo (originariamente concepito per essere Windows NT 4.0, sebbene molti osservatori ora ritengano che Cairo non si sia mai trasformato realmente in un progetto).

##### Intel

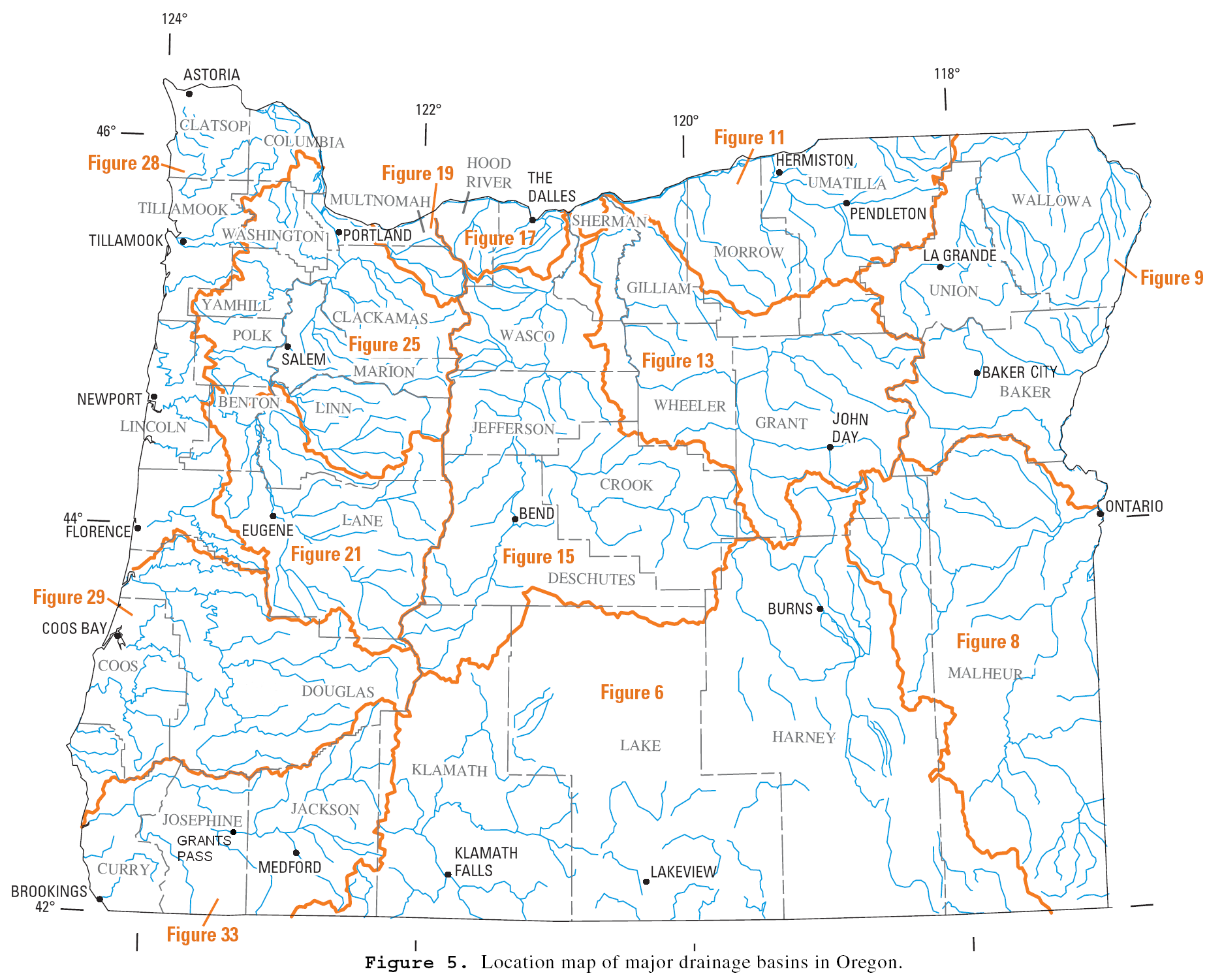
Idrografia dell'Oregon.

Per i suoi progetti di CPU Intel usa spesso nomi di fiumi degli Stati Uniti occidentali, specie dell'Oregon (luogo in cui si progetta la maggior parte delle CPU Intel). Alcuni esempi: Willamette, Deschutes, Yamhill, Tualatin, e Clackamas.

##### AMD
Anche AMD, a partire dalle generazioni 90 nm con microarchitettura K8, ha utilizzato per le proprie CPU toponimi tratti dalla geografia dell'intero globo. Per le CPU a marchio Phenom si usano nomi di stelle. Per piattaforme e CPU server della classe Opteron impiega nomi di città legate alla scuderia Ferrari di Formula 1. Le piattaforme per la mobilità (informatica, ovviamente) sono battezzate con nomi di uccelli, cui fa eccezione la denominazione Puma.

Alcuni esempi:
- Single-core Athlon 64 e Athlon 64 FX: Newcastle, Venice, San Diego e Lima
- Dual-core Athlon 64 X2 e Athlon 64 FX: Manchester, Toledo, Windsor e Brisbane
- Phenom (CPU): Agena (Beta Centauri), Toilman (Alpha Centauri), Kuma (Nu Draconis), Deneb (Alpha Cygni), Propus (Eta Geminorum), Heka (Lambda Orionis), Rana (Delta Eridani), Regor (Gamma Velorum)
- Opteron (CPU): Barcelona, Shanghai, Sao Paolo, Istanbul
- Piattaforme server: Catalunya, Fiorano, Maranello
- Mobilità (CPU): Griffin, Lion, Swift
- Mobilità (piattaforme): Kite, Puma, Shirke, Eagle

##### Apple

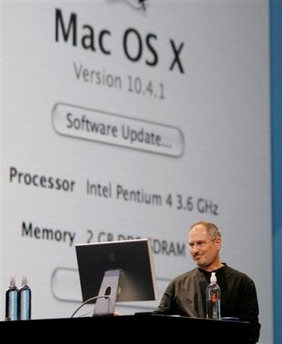
Steve Jobs presenta Mac OS X Tiger.

Apple ha battezzato varie versioni principali di Mac OS X con i nomi di felini, ad esempio Jaguar, Tiger, Panther e Leopard. In passato, Apple aveva usato per i progetti di sistemi operativi alcuni nomi che avevano a che fare con la musica, come Copland (dal cognome del compositore Aaron Copland) e Gershwin (dal nome d'arte di George Gershwin).

Altre due fonti di nomi in codice di successo per Apple (almeno prima degli anni 1990) furono i nomi di donna (per esempio Jennifer che si dice fosse il nome in codice per Macintosh IIx, poi effettivamente venduto come Apple Lisa), e i nomi di varietà di mele (ad esempio Cortland per Apple IIGS; naturalmente Apple Macintosh — ispirato alla quasi omonima qualità di mela McIntosh, da cui il marchio commerciale).

##### Nintendo
Anche Nintendo usa spesso nomi in codice per nuove console. Il caso più noto è Wii, che per più di un anno conservò il crittonimo Revolution. Altri esempi sono il Nintendo GameCube, in codice Dolphin, il Game Boy Advance, in codice Atlantis, il Nintendo 64, nome in codice Project Reality, il Nintendo DS, in codice Project Nitro, e il Game Boy Micro, nome in codice Oxygen.

##### Mozilla
Mozilla usa nomi in codice per riferirsi a differenti versioni del browser Firefox:
- Firefox 2.0: Bon Echo
- Firefox 3.0: Gran Paradiso
- Firefox 3.5: Shiretoko
- Firefox 3.6: Namoroka
- Firefox 4: MineField